# Jurist i Sverige

Jurist i arbete, teckning av Theodor Kittelsen till en dikt av J.H. Wessel.

En jurist, i Sverige i strikt mening en person som avlagt juris kandidatexamen eller juristexamen, är utbildad för att kunna analysera och lösa juridiska problem samt tolka lagar och andra författningar, lagförarbeten, rättsavgöranden och avtal. En jurist kan t.ex. arbeta i domstol, på advokat- eller juristbyrå, i kommunal eller statlig förvaltning, i intresseorganisationer, banker, försäkringsbolag eller industri- / tjänsteföretag.
Jurist är inte någon skyddad titel. Det finns inte några krav på utbildning eller erfarenhet för att kalla sig jurist och erbjuda juridisk rådgivning i Sverige.
För de flesta jurister ingår i arbetet att samla, läsa in och bearbeta juridiskt material såsom lagtexter, förordningar, avtal och praktiska tillämpningar för att finna de rättsregler och den praxis som är tillämplig på det problem som ska lösas. Ofta presenterar juristen lösningen skriftligt och redovisar vad man kommit fram till vid en föredragning eller förhandling.
Att förhandla och företräda någon är ett viktigt inslag i juristers arbete. Bolagsjuristen företräder sitt företag när avtal och kontrakt skall tecknas med kunder eller andra företag.

## Utbildning i Sverige
För att erhålla juristexamen, motsvarande den tidigare juris kandidatexamen (jur.kand.), krävs studier omfattande 270 högskolepoäng. I Sverige kan denna examen uteslutande erhållas vid Göteborgs, Lunds, Stockholms, Umeå, Örebro och Uppsala universitet, samt från höstterminen 2017 även från Karlstads universitet. Därtill finns det svenskspråkiga juristutbildningar vid Helsingfors Universitet, upp till och med Juris Magister, samt vid Åbo Akademi, upp till och med kandidatexamen som rättsnotarie. 
Juristutbildningarna i Sverige kvalitetssäkras löpande av Universitetskanslersämbetet för att säkerställa att utbildningarna håller tillräckligt hög nivå. Sådan granskning sker specifikt för rätten att utfärda juristexamen och separerat från den generella examensrätt (högskole,- kandidat,- och masterexamen) som alla högskolor och universitet i Sverige har. Sjunker kvalitén på juristutbildningen kan det aktuella lärosätet förlora rätten att utfärda juristexamen, men kan i de flesta fall fortsätta att utfärda de mer generella examina. 
Vissa yrken är exklusivt förbehållna sökande med juristexamen, eller jur.kand. Några exempel på sådana är: domare, åklagare, advokat, kronofogde, dispaschör eller notarius publicus. Juristexamen ger behörighet till samtliga juristyrken i Sverige.  
Den engelska översättningen av den svenska juristexamen är Master of Laws  (LL.M.).

## Övriga utbildningar med rättsvetenskapligt och juridiskt fokus
Andra utbildningar, med tonvikt inom juridikens fält, finns. Dessa utbildningar ger inte en juristexamen utan en generell examen, så som YH,- högskole,- filosofie kandidat,- (fil.kand.), filosofie magister,-(fil.mag.) eller masterexamen. Dessa generella examina kan till exempel ges efter allmänna studier av juridik eller rättsvetenskap vid flertalet högskolor och universitet i landet. Notera att en generell examen, även om fokus ligger på juridik, inte är att jämställa med en juristexamen med därtill hörande behörigheter, så som möjlighet till notarietjänstgöring. En generell examen kan alltså inte ge karriär i rättsväsendet men inte heller möjlighet att arbeta som advokat, kronofogde, åklagare, dispaschör eller auditör. De affärsjuridiska byråerna rekryterar också företrädesvis för att inte säga exklusivt studenter som avlagt jur. kand. eller juristexamen. Därmed inte sagt att en juridisk karriär är utesluten för den som har en annan typ av examen. Jurist är inte en skyddad titel och med en generell examen i juridik är den utexaminerade fri att söka sig till utredningsarbete i stat och kommun, juristbyråer, redovisningsbyråer och liknande arbetsplatser med behov av juridiskt skolade tjänstemän.  
Exempel på utbildningar som ger en generell examen är; Paralegal, YH-utbildning, 400 YH-poäng, vid Yrkeshögskolan Mitt, Påhlmans handelsinstitut, Nordic Business Institute (NBI) samt vid Göteborg Stad Utbildning, Magisterprogram i rättsvetenskap: Affärsjuridik, 60 hp, vid Karlstads universitet, Affärsjuridisk kandidatexamen, 180 hp, vid Linköpings universitet eller, tidigare, vid Internationella Handelshögskolan i Jönköping (utbildningen nerlagd år 2013). Rättsvetenskapliga program finns även i Luleå och i Örebro, dessa har en internationell inriktning (Legal Science Programme with International Approach) där majoriteten av kurserna hålls på engelska.

### Debatt om instiftande av ny juridisk examen
År 2006 väckte Linköpings universitet debatt gällande om det i Sverige borde införas en ny juridisk examen som skulle vara inriktad mot affärsjuridik. Universitetet hade arbetat fram riktlinjer för en ny yrkesexamen som de valde att kalla för affärsjuristexamen. Denna examen skulle erhållas efter kursfordringar om 300 högskolepoäng. Enligt en bedömargrupp vid Högskoleverket skiljde sig denna föreslagna examen så pass mycket att det inte kunde rymmas under samma tak som den traditionella juristutbildningen som ger en juristexamen. För de som önskar erhålla en juristexamen med affärsjuridisk inriktning erbjuder Handelshögskolan i Göteborg, vid Göteborgs universitet, en juristutbildning med inriktning mot affärslivet.

## Juristyrken
Jurister är yrkesverksamma i de flesta delar av yrkeslivet och återfinns inom både offentlig såväl som privat sektor, och då inte endast i renodlade juristyrken så som domare och advokat. Jurist är inte en skyddad titel, men för vissa tjänster och titlar krävs det i lag en avlagd juristexamen.
Juristyrken som genom lag kräver juristexamen eller en jur. kand-examen är;
- Advokat[10]
- Advokatfiskal
- Auditör
- Beredningsjurist
- Dispaschör[11]
- Domare (lagfaren)
- Förvaltningsråd
- Generaladvokat
- Hovauditör
- Hovrättspresident
- Hyresråd
- Justitiekansler[12]
- Justitiesekreterare
- Kammarrättspresident
- Kronofogde
- Lagman
- Lagrådsledamot
- Notarius Publicus[13]
- Offentlig försvarare
- Patenträttsråd
- Riksåklagare
- Fiskal
- Tingsnotarie, Förvaltningsrättsnotarie
- Åklagare

## Facklig anslutning
Juristernas fackliga organisation var tidigare Jusek och sedan år 2020 Akavia inom Saco. Åren 2017-2019 låg juristernas fackliga organisationsgrad i intervallet 66-71 procent, varav i offentlig sektor  73-79 procent och i privat sektor 53-60 procent. Åren 2001-2003 var cirka 66-73 procent av juristerna fackligt anslutna. 